# Кларнет
Кларне́т  (англ. clarinet, італ. clarinetto, фр. clarinette, нім. Klarinette; від лат. — ясний (звук)) — музичний інструмент сімейства дерев'яних духових, винайдений в 1701 році. Широко використовується як сольний інструмент, а також в симфонічному оркестрі, і вважається одним із найвіртуозніших музичних інструментів.
Кларнет належить до транспонуючих інструментів, використовуються кларнети в різних строях, головним чином в строї сі-бемоль («in B») та в строї ля («in A»). Діапазон кларнета (по запису) від e до {\displaystyle c^{4}}. Різновидами кларнета є кларнет-піколо (in Es, рідше in D), басетгорн (майже вийшов із практики, in F) і бас-кларнет (in B). В партитурі для симфонічного оркестру партія кларнетів пишеться між партіями гобоїв та фаготів.

## Історія інструмента
Кларнет був винайдений наприкінці XVII — початку XVIII століття (деякі довідники вказують як рік винаходу кларнета 1690, інші дослідники ставлять під сумнів цю дату і вказують, що перші згадки про кларнеті датовані 1710 роком) Нюрнберзьким музичним майстром Йоганном Хрістофом Деннером (1655—1707), який у той час працював над поліпшенням конструкції старовинного французького духового інструменту — шалюмо. Основним нововведенням, що дозволяє чітко виявити різницю між шалюмо і кларнетом, є поява клапану на зворотному боці інструменту, що керується за допомогою великого пальця лівої руки і допомагає переходу у другу октаву. У цьому регістрі звучання перших зразків нового інструменту (спочатку називався просто «вдосконалена шалюмо») нагадували тембр вживаної в той час труби, що називалася «клярино» (clarino), назва якої, у свою чергу, походить від лат. clarus — «ясний» (звук). Ця труба дала свою назву спочатку регістру, а потім і всьому інструменту -clarinetto (італійська назва кларнета) буквально означає «маленька clarino». Протягом деякого часу шалюмо і кларнет вживалися на рівних, проте вже в другій чверті XVIII століття шалюмо практично зникає з музичної практики.
Справу Деннера продовжив його син Якоб (1681—1735), три інструменти його роботи зберігаються в музеях Нюрнберга, Берліна і Брюсселя. Всі ці кларнети мали по два клапани. Інструменти такої конструкції були досить поширеними аж до XIX століття, однак австрійський майстер Паур близько 1760 року додав до двох клапанів, що існували, третій, бельгійський майстер Роттенбурґ — четвертий, англієць Джон Хейл в 1785 році — п'ятий, нарешті, знаменитий французький кларнетист і композитор Жан-Ксавьє Лефевр близько 1790 року створив класичну модель кларнета з шістьма клапанами.
До кінця XVIII століття кларнет стає повноправним інструментом класичної музики. З'являються віртуозні виконавці, поліпшують не тільки техніку виконання на кларнеті, але і його конструкцію. Серед них слід відзначити Івана Мюллера, який змінив конструкцію мундштука, чим значно вплинув на тембр, спростив передування і розширив діапазон інструменту, по суті, створивши його нову модель. З цього часу починається «золотий вік» кларнета.

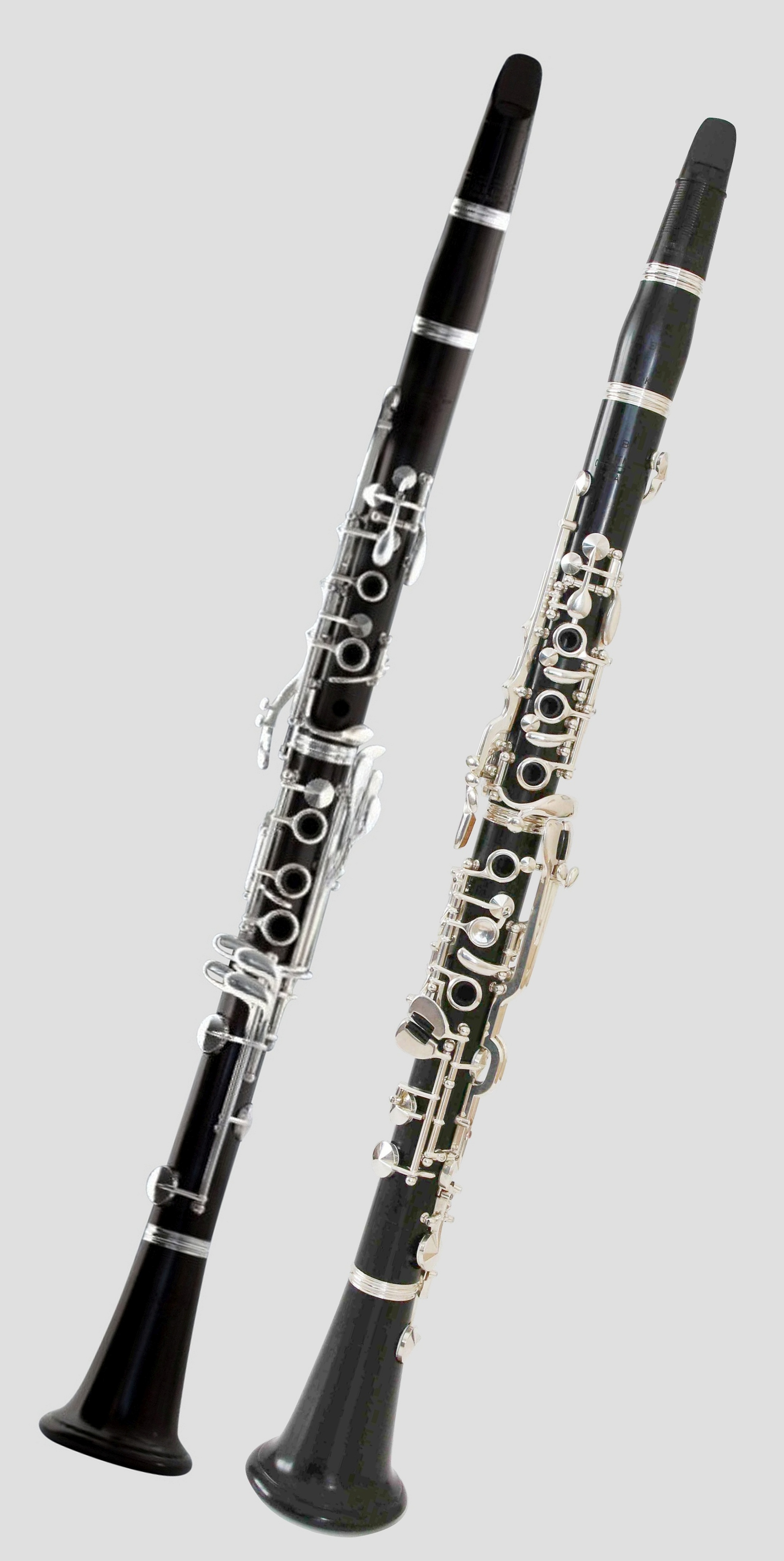
Французький та німецький кларнет

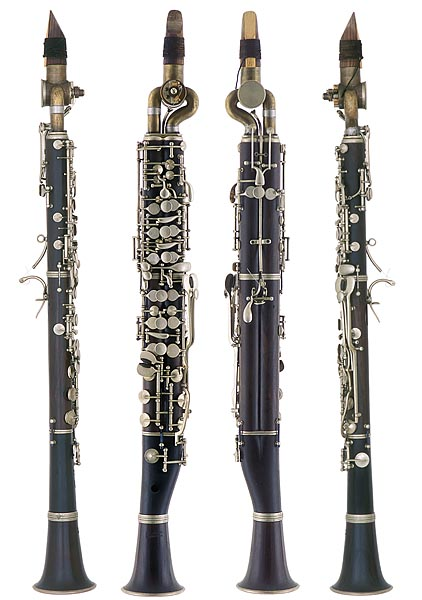
Чвертьтоновий кларнет Фріца Шюллера (1933 рік)

Удосконалення кларнета продовжилося і в XIX столітті: професор Паризької консерваторії Гіацинт Клозе і музичний майстер Луї-Огюст Бюффе (брат засновника фірми "Buffet-Crampon" Дені Бюффе) успішно пристосували до кларнету систему кільцевих клапанів, винайдену флейтистом Мюнхенської Придворної капели Теобальдом Бемом і спочатку застосовувалася лише на флейті. Ця модель отримала назву «кларнет Бема» або «французький кларнет». Серед інших видатних майстрів, які взяли участь надалі поліпшенні конструкції кларнета, можна назвати Адольфа Сакса (винахідника саксофона і широкомензурних мідних духових інструментів) і Ежена Альбера . У Німеччині й Австрії набули поширення так звані «німецькі» і «австрійські» кларнети, що ведуть своє походження від інструменту з системою клапанів, сконструйованої Йоганном Ґеорґом Оттенштайнером (1815—1879) спільно з кларнетистом Карлом Берманом, який випустив «Школу гри на кларнеті» для цієї системи. У 1900-х роках берлінський майстер Оскар Елері (1858—1936) вніс в неї невеличкі вдосконалення. Традиційно таку систему називають саме «системою Елері». Механізм німецького кларнета відрізняється від французького й менш пристосований для швидкої віртуозної гри. Мундштуки і тростини цих кларнетів також робляться за технологією, що відрізняється від французької. Вважається, однак, що інструменти німецької системи забезпечують більшу виразність і силу звуку. Протягом досить довгого періоду кларнети німецької системи були широко поширені в усьому світі, однак приблизно з 1950-х років почався перехід музикантів на кларнети французької системи, і зараз на німецьких кларнетах грають переважно тільки австрійські, німецькі і голландські, а також, зберігаючи данину традиції — деякі російські кларнетисти. Крім систем Бема і Елері, існує ще кілька варіантів розташування клапанів на інструменті, зокрема, на початку XX століття фірма «Selmer» випускала «кларнети Альбера» (нагадували за будовою інструменти середини XIX століття), а в 1960-70 -х роках — «кларнети Марки». Діапазон останніх міг бути розширений вгору на октаву. Однак, широкого поширення ці інструменти не отримали. Серед експериментальних зразків різних конструкторів потрібно відзначити чвертьтоновий кларнет Фріца Шюллера, що призначався для виконання сучасної музики.
Сучасний кларнет являє собою досить складний механізм. Інструмент має близько 20 клапанів, безліч осей, ресор, тяг і гвинтів. Провідні фірми-виробники музичних інструментів постійно удосконалюють конструкцію кларнета і створюють нові моделі.

## Роль кларнета в музиці

### Класична музика

#### XVIII століття

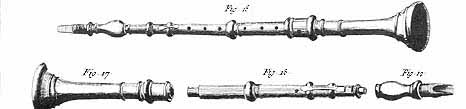
Кларнет близько 1750 року, зображення з енциклопедії Дідро і Д'Аламбера

Найдавніші збережені твори за участю кларнета за версією Альберта Райса: містяться у двох збірках арій невідомого автора, написаних для двох однакових інструментів (серед можливих складів вказуються і два кларнети), які були опубліковані в Амстердамі між 1712 і 1715. 1716 року Антоніо Вівальді в партитурі ораторії «Тріумфуюча Юдифь» вказав застосування двох інструментів, позначених як clareni. Передбачається, що композитор мав на увазі саме кларнети, таким чином, ця ораторія може вважатися першим відомим випадком застосування кларнета як оркестрового інструменту. У творах Вівальді кларнети з'являються ще тричі: у концертах RV556 («Святий Лоренцо»), RV559 і RV560 (всі вони написані в тональності до мажор) передбачені два інструменти, проте в останніх двох творах у них немає самостійної партії (вони лише дублюють партії гобоїв), а в другій редакції «Святого Лоренцо» кларнети були виключені композитором з партитури.
У першій половині XVIII століття кларнет, бувши технічно дуже недосконалим інструментом з невеликим діапазоном і нерівним звучанням, з'являвся в оркестрі лише епізодично. Серед таких творів — меса Жана-Казимира Фабра (1720), опери Георга Фрідріха Генделя «Тамерлан» (1724) і «Річард Перший» (1727), ряд творів Райнхарда Кайзера.
Сольні виступи кларнетистів відомі з початку другої половини XVIII століття, хоча окремі концерти відбувалися і раніше: у 1742 у газета Faulkner's Dublin Journal вперше згадує виступи в Дубліні угорського музиканта на ім'я Чарльз (Кароль), що грав, крім кларнета, на валторні (це був його основний інструмент) і гобої д'амур. Протягом найближчих років він з успіхом концертував також в інших регіонах Британії (остання згадка про його виступ датована 1755 роком). В цей же час німецький композитор Йоганн Мельхіор Мольтер (1695—1755) пише для кларнета шість концертів, які вважаються першими в історії сольними творами для цього інструменту.
В кінці 1740-х років кларнети з'являються в оркестрі Олександра Ла Пупліньєра у Франції. Серед кларнетистів цього оркестру виділявся своєю майстерністю Гаспар Прокш, для якого, ймовірно, написаний Концерт Йоганна Стаміца, що в 1754-55 роках диригував цим оркестром. Концерт Стаміца став першим в історії, що був написаний для «великого» кларнета in B і використав весь застосовуваний на той момент діапазон інструменту: більше трьох октав (концерти Мольтера призначені для кларнета in D, який на сьогодні вважається малим, і використовується переважно у верхньому регістрі).
У 1758 кларнети були введені в Маннгеймський оркестр — один з найкращих в Європі того часу. Композитори Маннгеймської школи, які працювали з цим оркестром, стали включати партії кларнетів в свої твори, але переважно для заміни або дублювання партій флейт і гобоя, лише зрідка доручаючи їм самостійні партії.
Попри все ще обережне ставлення до кларнету як до оркестрового інструмента (у більшості оркестрів Кларнетисти зовсім були відсутні аж до 1780—1790-х років), композитори писали для нього численну концертну літературу. Відомо не менше сотні композиторів XVIII століття — авторів концертів для кларнета. Серед них — Йоганн Стаміц і його син Карл, Франц Ксавер Покорни, Йоганн Ваньгал, Ернст Айхнер, Леопольд Кожелух, Міхаель Гайдн, Франц Антон Гофмайстер, Ігнац Плейєль та багато інших. Часто як композиторів виступали самі кларнетист-віртуози: Йоганн Генріх Бакофен, Франц Тауш, Йоганн Йозеф Бер, Джон Мегон, Жан Лефевр, Мішель Йост. М.Йост вважається одним з основоположників французької школи гри на кларнеті і є автором чотирнадцяти концертів. 1770 року була написана перша в історії соната для кларнета, її автором став італійський композитор Грегоріо Шіролі.
Значну роль у становленні кларнета як повноцінного інструменту та розширенні його репертуару зіграв Вольфганг Амадей Моцарт. Він познайомився з кларнетом, імовірно, в 1764 році, працюючи з партитурою однієї з симфоній К. Ф. Абеля, а сам вперше використав кларнети в 1771 році в Дивертисменті KV113, і потім ще в двох у 1773 році. У цих творах партії кларнетів щодо нескладні: Моцарт міг розраховувати тільки на наявність інструментів з простим п'ятиклапанним механізмом. Лише з початку 1780-х він почав більш активно застосовувати цей інструмент: всі опери, починаючи з «Ідоменея», припускають використання кларнетів. У той же час Моцарт лише одного разу використовує кларнети в церковній музиці (в Kyrie KV341; в Реквіємі задіяні не кларнети, а два бассетгорни), досить рідко — в симфоніях (спочатку тільки в № 31 і № 39, згодом кларнети також були додані композитором в № 35 і № 40) і фортепіанних концертах (№ № 22, 23 і 24). Кларнет з'являється і в камерній музиці Моцарта: у серенадах для духових KV361, KV375, KV388, Квінтеті для духових з фортепіано KV452, Тріо з альтом і фортепіано Es-dur KV498 (1787), Квінтеті для кларнета і струнних A-dur KV581 (1789). Два останні твори створювалися в розрахунку на виконання видатного кларнетиста, одного композитора, Антона Штадлера, і припускали використання кларнета з розширеним діапазоном вниз. Кілька творів, в яких передбачалося широке застосування кларнета і басетгорна, композитор не закінчив.
Саме для А.Штадлера В. А. Моцарт написав Концерт для кларнета з оркестром — останній свій концертний твір, закінчений за кілька місяців до смерті. Цей концерт, що вважається одним з найкращих у репертуарі кларнета за всю його історію, був вперше виконаний Штадлер 16 вересня 1791 року в Празі.
У 1760-х — 1780-х роках кларнет увійшов до складу придворних духових ансамблів, так званих Harmoniemusik, що перебували, як правило, з двох гобоя, двох кларнетів, двох фаготів і двох валторн (іноді з додаванням інших інструментів). Такі ансамблі були дуже популярні в той час і мали у своєму розпорядженні широким репертуаром. Шляхи розвитку цих ансамблів призвели надалі до формування духових оркестрів і камерних духових квінтетів (канонічний склад — флейта, гобой, кларнет, фагот, валторна), де згодом кларнет зайняв значне місце.

#### XIX століття
Наступ епохи романтизму в музиці ознаменувався не тільки зміною музичного стилю, але й поліпшенням можливостей музичних інструментів, в тому числі і кларнета. Композитори звернули свою увагу на удосконалений інструмент і створили ряд творів, які досі входять до репертуару кларнетистів.
Невід'ємну частину кларнетового репертуару складають твори Карла Марії фон Вебера. Він вперше використав цей інструмент для виконання соло в березні 1811 року, коли, приїхавши в Мюнхен, познайомився з кларнетистом баварського придворного оркестру Генріхом Йозефом Берманом. Концертіно Es-dur, написаний за кілька днів і виконане Берманом 5 квітня, мало великий успіх і в тому ж році К. М. Вебер написав два великі концерти для кларнета (f-moll, op. 73, і Es-dur, op. 74), а через деякий час — Варіації з фортепіано B-dur, op. 33 і Квінтет зі струнними в тій же тональності, op. 34. Усі вони також були присвячені Берману. Ще один твір Вебера — Великий концертний дует Es-dur, op. 48, — написаний для іншого видатного кларнетиста того часу — Йоганна Симона Хермштедта.
Вебером також приписувалися знайдені в 1943 році Інтродукція та тема з варіаціями для кларнета і струнного квартету B-dur, проте в 1976 Ульріх Рау довів, що цей твір належить перу Йозефа Кюффнера (1776—1856) і є однією з частин його Квінтету, op. 32. Сумнівне авторство Вебера і в Дивертисменті для кларнета з оркестром, а також ще одному Концертіно. Крім того, композитор збирався написати третій концерт, але ці плани не здійснилися.
Людвіг Шпор написав для кларнета чотири концерти і кілька інших творів. Вони технічно складні і передбачають не тільки віртуозну техніку виконавця, але й використання новітніх на той момент моделей кларнета. Першим їх виконавцем став Йоганн Симон Хермштедт. Джоаккіно Россіні на самому початку творчої кар'єри, у віці 18 років, написав два цикли варіацій для кларнета з оркестром, з яких відоміші Інтродукція та тема з варіаціями B-dur.
Серед менш відомих і рідше виконуваних творів цього часу — концерти Саверіо Меркаданте і Кароля Курпінський, камерні та концертні твори Карла Готліба Райсігера.
Як і раніше, деякі Кларнетисти самі складали для свого інструмента. Яскравим прикладом є шведський музикант Бернхард Хенрік Круселль, автор трьох концертів для кларнета з оркестром і ряду інших творів. У жанрі фантазій на оперні теми працювали італійські Кларнетисти: Бенедетто Каруллі (1797—1877), його учні Ернесто Кавалліні і Луїджі Бассі, а також Фердінандо Себастьяні, Доменіко Ліверані, Гаетано Лабанкі та інші.
У камерній музиці кларнет використовували Л. Бетховен (Тріо з віолончеллю і фортепіано; Квінтет для духових та фортепіано; Септет для струнних та духових; дуети для кларнета і фагота), Ф. Шуберт (Октет для струнних і духових; тріо «Пастух на скелі» для голосу, кларнета і фортепіано), Глінка («Патетичне тріо» для кларнета, фагота та фортепіано), Ф. Мендельсон (Соната для кларнета і фортепіано, два Концертштюки для кларнета, бассетгорна і фортепіано), Роберт Шуман (Фантастичні п'єси для кларнета і фортепіано; «Казкові розповіді» для кларнета, альта і фортепіано). Антон Рубінштейн та Микола Римський-Корсаков написали квінтети для однакового складу: флейта, кларнет, фагот, валторна і фортепіано.
Важливу частину кларнетного репертуару епохи пізнього романтизму складають твори Йоганнеса Брамса. Композитор звернувся до кларнету в пізній період творчості, причому до того він не складав нічого протягом року, вирішивши завершити композиторську кар'єру. Познайомившись в 1891 з кларнетистом майнінгенського придворного оркестру Ріхардом Мюльфельдом, Брамс написав для нього Тріо a-moll з віолончеллю і фортепіано і Квінтет h-moll зі струнним квартетом, а три роки по тому — дві сонати з фортепіано (f-moll і Es-dur). Інші значимі твори кінця XIX — початку XX століть: написане під впливом Брамса Тріо d-moll Олександра фон Цемлінського, Інтродукція та рондо Шарля Відора, три сонати Макса Регера.
Концертний репертуар для кларнета другої половини XIX століття небагатий. Можна відзначити Концертштюк для кларнета з духовим оркестром М. А. Римського-Корсакова (1878), Романс Ріхарда Штрауса (1879), канцони С. І. Танєєва (1883), Канцонету Габріеля П'єрне (1888), два концерти Й. Ф. Гуммеля.
З початку XIX століття кларнет є постійним учасником симфонічного оркестру. Його соло, як світлого і життєрадісного, так і драматичного характеру, зустрічаються в творах Бетховена (Четверта і Восьма симфонії), Вебера (увертюри до опер «Вільний стрілець» і «Оберон»), Шуберта (Незакінчена симфонія), Берліоза (Фантастична симфонія), Глінки (опера «Іван Сусанін», фантазія «Камаринська»), Мендельсона (Шотландська симфонія), Даргомизького (опера «Русалка»), Вагнера (опера"Загибель богів"), Верді (опери «Луїза Міллер», «Травіата», «Сила долі»), Брамса (Третя симфонія), Дворжака (Дев'ята симфонія), Римського-Корсакова (сюїта «Шехеразада», опери «Снігуронька» і «Золотий півник»), Пуччіні (опера «Тоска»), Сібеліуса (Перша симфонія), Глазунова (балет «Пори року»), Рахманінова (Другий фортепіанний концерт, Друга симфонія), Респіґі («Пінії Риму»). Великі сольні епізоди доручає кларнету П. І. Чайковський: в Першій, Четвертій, П'ятій і Шостій симфоніях, симфонічній фантазії «Франческа да Ріміні» (початок середнього розділу — «розповідь Франчески»), опері «Євгеній Онєгін», балеті «Спляча красуня».

#### XX століття
У XX столітті кларнет залишився одним із найбільш затребуваних інструментів у музиці. Здатність виражати найрізноманітніші настрої і почуття і технічна рухливість як і раніше привертали до цього інструменту увагу композиторів найрізноманітніших стилів та напрямків.
Високі технічні вимоги висувають до оркестрових кларнетистів твори Р. Штрауса, Равеля, Стравінського.

## Будова кларнета

### Кларнети високого строю

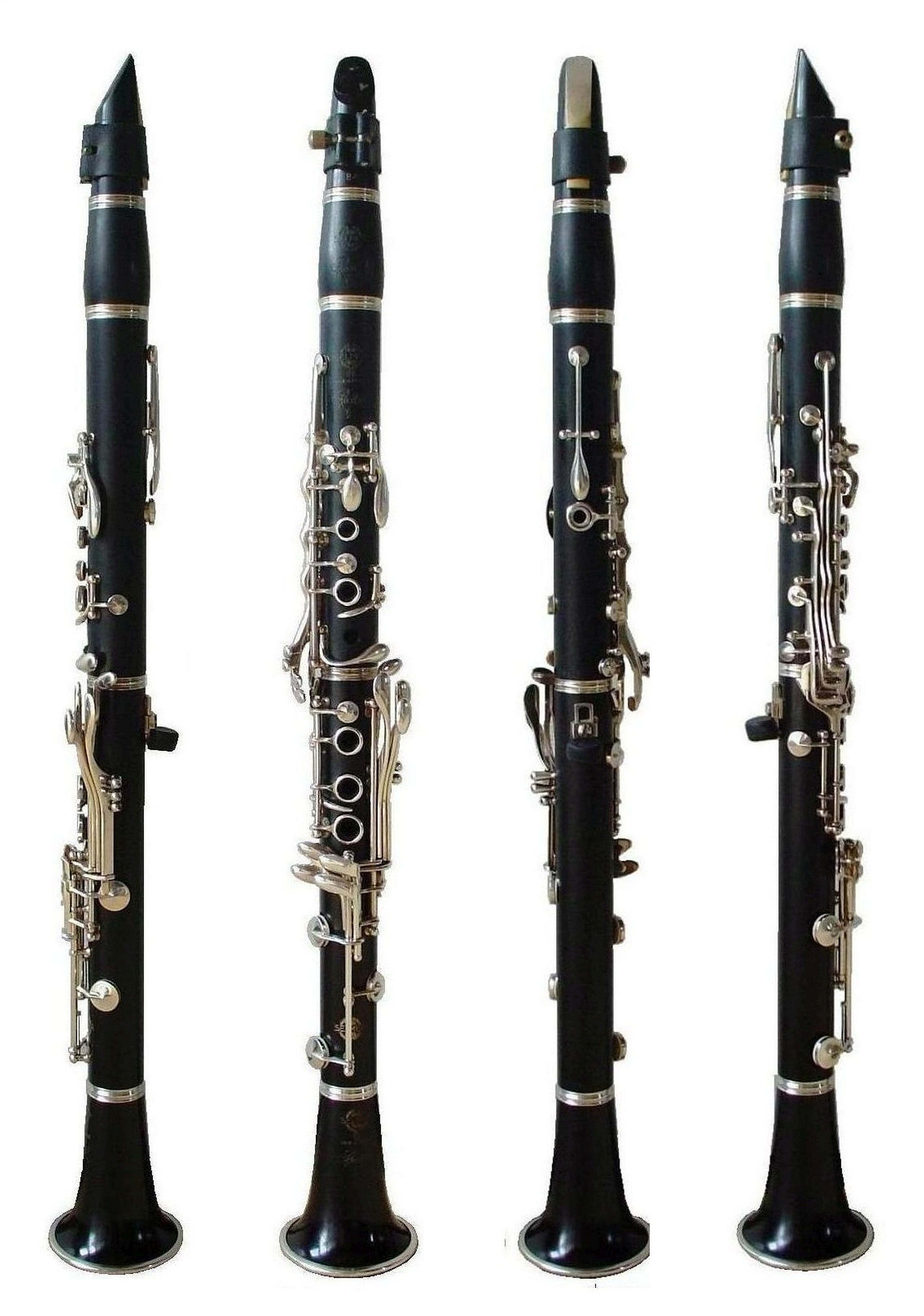
Кларнет з усіх сторін

Корпус кларнета in B (а також in A, in C і малих кларнетів in D і in Es) являє собою довгу пряму циліндричну трубку (на відміну, наприклад, від гобоя або саксофона, що мають конічний корпус). Як правило, матеріалом для корпусу служить деревина благородного дерева (чорне дерево Dalbergia melanoxylon або палісандр). Деякі моделі (призначені для навчальних цілей або для аматорського музикування) іноді роблять з пластику. У 1930-і роки джазові музиканти у пошуках нових звучань використовували металеві кларнети, але такі інструменти не прижилися. У той же час, наприклад, в турецькій народній музиці металевий кларнет — один з основних інструментів.
В кінці XX століття, коли виникла проблема скорочення запасів чорного дерева, деякі фірми стали випускати кларнети зі змішаних матеріалів, що поєднують переваги дерев'яних та пластикових інструментів. Наприклад, компанія «Buffet Crampon» з 1994 року випускає інструменти за технологією Green Line з матеріалу, що складається на 95 % з порошку чорного дерева і на 5 % — з вуглепластика. Володіючи тими ж акустичними властивостями, що і інструменти з чорного дерева, кларнети Green Line набагато менш чутливі до змін температури і вологості, що знижує ризик пошкодження інструменту, крім того, вони легші і дешевші.
Кларнет складається з п'яти роздільних частин: мундштука, бочонка, верхнього коліна, нижнього коліна і розтруба. Окремо придбають тростину — звукоутворюючий елемент інструмента. Складові частини кларнета герметично з'єднуються між собою, що досягається за допомогою коркових кілець, злегка змащених спеціальною маззю. Іноді корпус кларнету може бути цільним, не розділеним на частини зовсім або розділеним тільки на дві частини (особливо у малих кларнетів). Повністю зібраний сопрановий кларнет in B має довжину близько 66 сантиметрів.

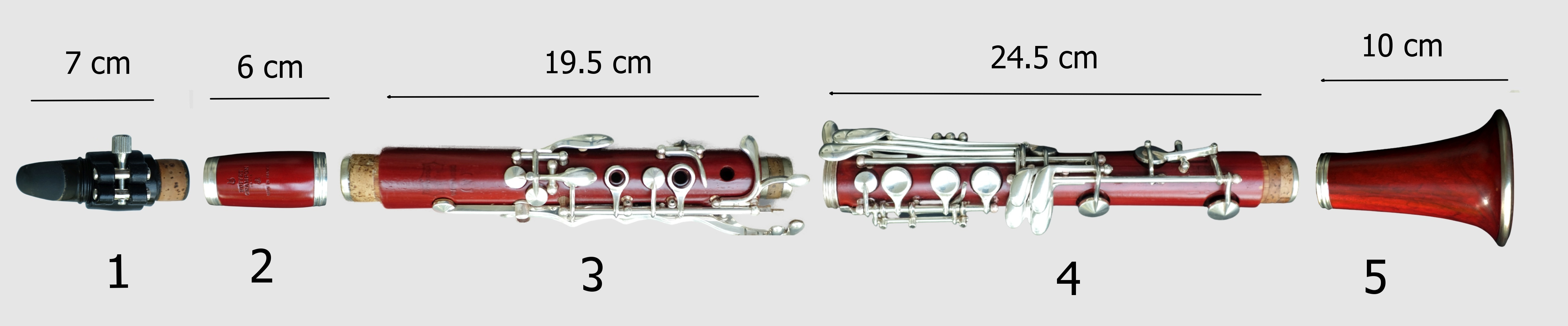

| Складові частини кларнета | Складові частини кларнета                                                                                             |
| ------------------------- | --- |
|                           | 1. Мундштук і лігатура; 2. Бочечка; 3. Верхнє коліно (для лівої руки); 4. Нижнє коліно (для правої руки); 5. Розтруб. |

#### Мундштук

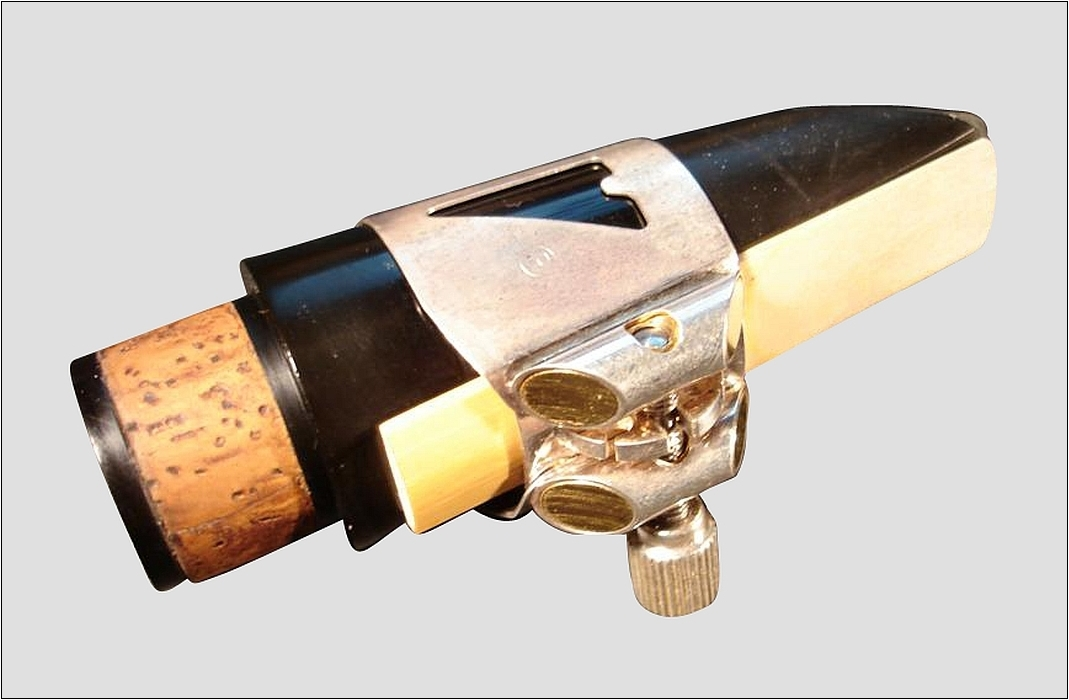
Мундштук з сучасною лігатурою і тростиною

Мундштук — частина кларнета дзьобоподіної форми, в яку музикант вдмухує повітря. На звороті мундштука на рівній поверхні розташований отвір, який під час гри безперервно закривається і відкривається вібруючою тростиною — звукоутворюючим елементом кларнета. По обидві сторони від отвору знаходяться так звані «рейки» (rails), відповідальні за обмеження вібрації тростини. Невеликий вигин в їх верхній частині в сторону від тростини називається «виїмкою». Довжина виїмки, а також відстань від вільного кінця тростини до верхівки мундштука («відкритість» мундштука) — основні характеристики, що відрізняють мундштуки один від одного і впливають на тембр інструменту в цілому. Різнитися можуть також форма отвору для тростини, кут нахилу нахилу верхньої поверхні мундштука, характеристики використовуваного ебоніту та інші. На сучасному ринку мундштуків представлений широкий асортимент моделей, серед яких музикант може вибрати підхожий варіант для потрібних цілей (сольне, камерне, оркестрове виконання, джаз і т. д.).
На ранніх етапах історії кларнета мундштук не був окремою частиною кларнета і переходив безпосередньо в основний корпус інструмента, матеріалом для якого служило дерево (наприклад, груша). З виникненням необхідності відокремлення мундштука від інших частин кларнета, для нього почали використовуватися міцніші матеріали: слонова кістка, метали та ін з'явилися в другій половині XIX століття ебонітові мундштуки незабаром стали по суті стандартом. Вони найбільш часто використовуються в музиці всіх жанрів і дають широкі можливості управління звуком. Зустрічаються також мундштуки з скла («кришталеві»), відносно прості в експлуатації й мають більш відкрите звучання, а також із пластику (які мають нижчою ціною і менш багатим звуком), які зазвичай використовуються при навчанні. У Німеччині поширені мундштуки з твердої деревини. Незалежно від матеріалу, з якого зроблений мундштук, його поверхня звичайно шліфується і полірується (крім тієї частини, до якої прилягає тростина).

#### Тростина

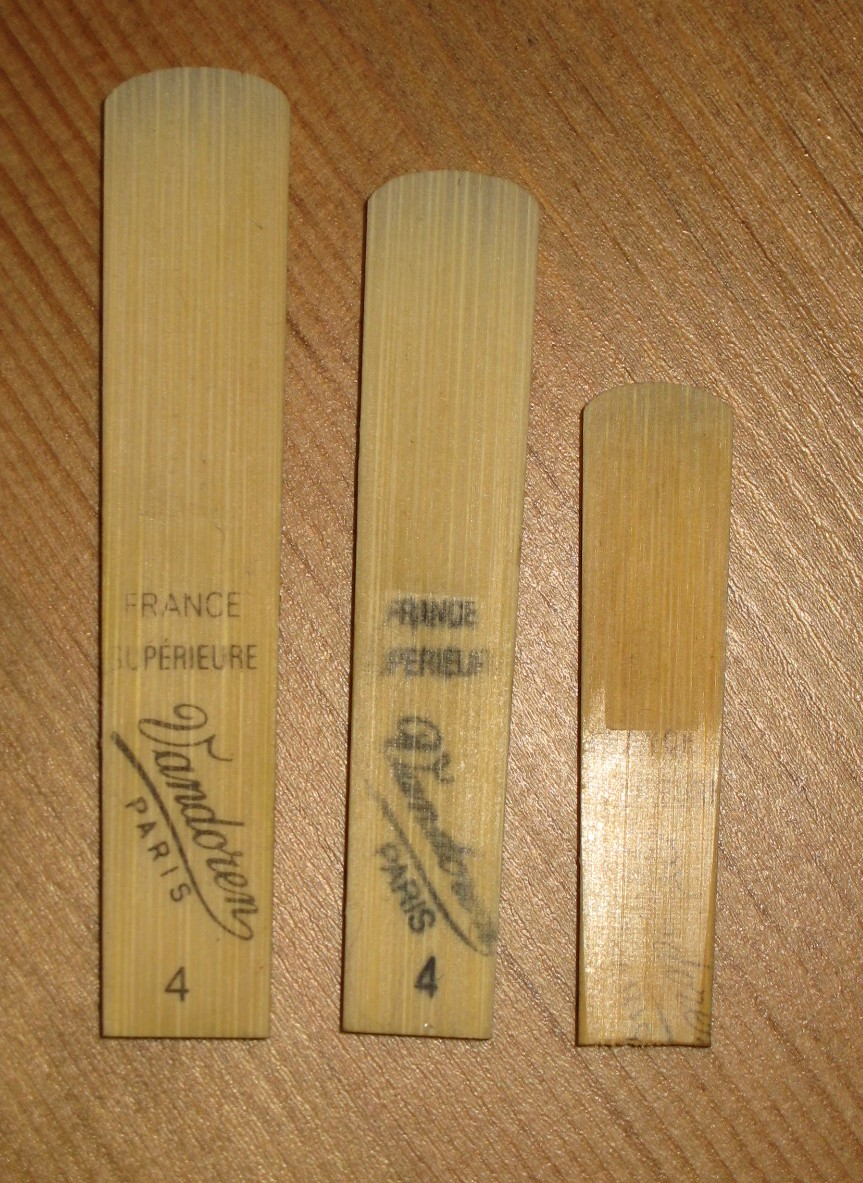
Зліва направо: тростина кларнета in B, тростина малого кларнета in Es, тростина кларнета-сопраніно in As

Тростина (язичок) — звуковідтворювальна (вібруюча) частина інструмента, що являє собою тонку вузьку пластинку, яка виготовляється з особливих сортів очерета (Arundo donax). Тростина прикріплюється до мундштука за допомогою лігатури (на жаргоні музикантів — «машинки») — спеціального металевого, шкіряного або пластикового хомутика з двома гвинтами (новітні моделі лігатур можуть мати один гвинт, що дає двонаправлене загвинчування). Винахід лігатури приписується Івану Мюллеру і припадає на першу чверть XIX століття. До того часу тростина прив'язувалася до мундштука за допомогою особливого шнурка (на німецьких і австрійських моделях кларнета такий спосіб кріплення тростини застосовується досі).
На самих ранніх моделях кларнетів тростина знаходилася зверху мундштука і управлялася верхньою губою, але з кінця XVIII століття почався перехід до виконання на тростині, розташованій знизу мундштука і керованій нижньою губою. Рекомендації до такого способу гри містяться в навчальних посібниках ряду відомих кларнетистів того часу, зокрема, Івана Мюллера. Однак, багато музикантів, серед яких був, наприклад, відомий англійський кларнетист Томас Ліндсей Віллмен, віддавали перевагу старому способу виконання майже до середини XIX століття, а в Паризькій консерваторії офіційний перехід на викладання з тростиною під мундштуком був оголошений тільки в 1831 році.

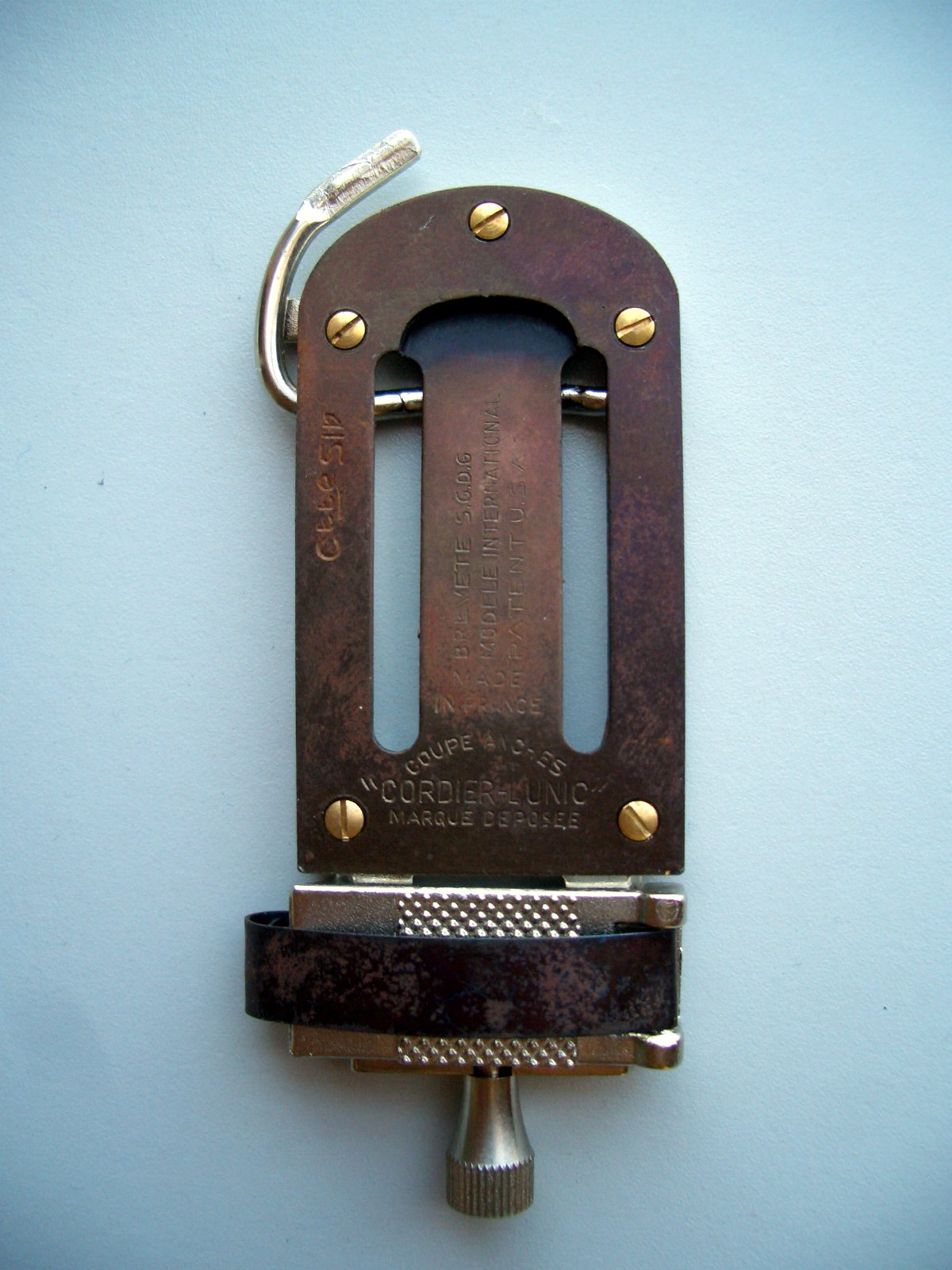
Пристрій для обробки тростин

 Тростини продаються в упаковках, згідно зі своєю «твердістю» або, як кажуть музиканти, «вагою», яка залежить від товщини робочої поверхні тростини. Деякі музиканти за допомогою спеціальних інструментів самі роблять тростини або переробляють вже куплені (до постановки виробництва тростин на конвеєр так робили всі кларнетисти). «Важкість» тростини і характеристики мундштука взаємопов'язані.
У процесі використання тростини досить швидко виходять з ладу через зношування волокон очерету. Термін служби тростини залежить від сили вдуваного потоку повітря, «тяжкості» самої тростини, сили тиску на неї та інших факторів, і звичайно не перевищує місяця при щоденних активних заняттях.
Тростини кларнета — крихкий і тонкий пристрій. Для запобігання його випадкового пошкодження використовується спеціальний металевий або пластмасовий ковпачок, який надягається на мундштук, якщо інструмент довго не використовується.

#### Бочечка

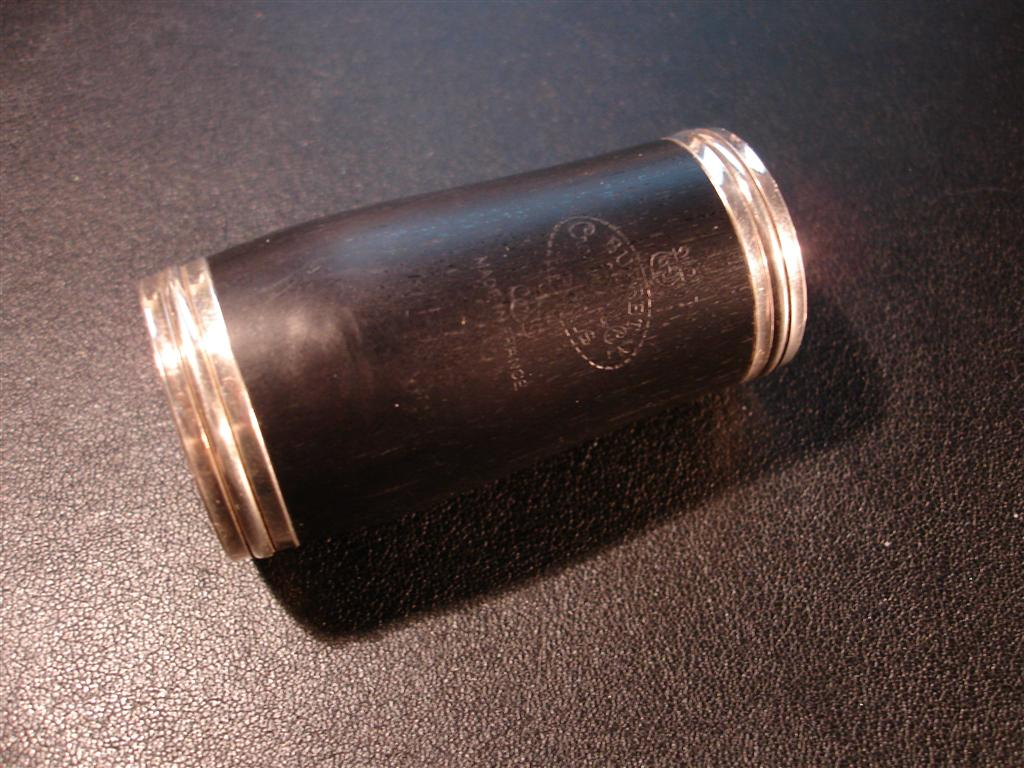
Бочонок

Бочечка — частина кларнета, що з'єднує мундштук з основним корпусом інструменту (верхнім коліном). Крім естетичної і практичної (в разі пошкодження бочечку легко замінити на нову) функцій, вона також відповідальна за налаштування кларнета. Злегка висуваючи бочечку з корпусу або всуваючи назад перед початком гри, можна змінювати загальний стрій інструменту в межах приблизно чверті тону. Як правило, кларнетисти запасаються декількома бочечками різної довжини, щоб мати можливість пристосовуватися до мінливих умов гри (температура, вологість повітря тощо).

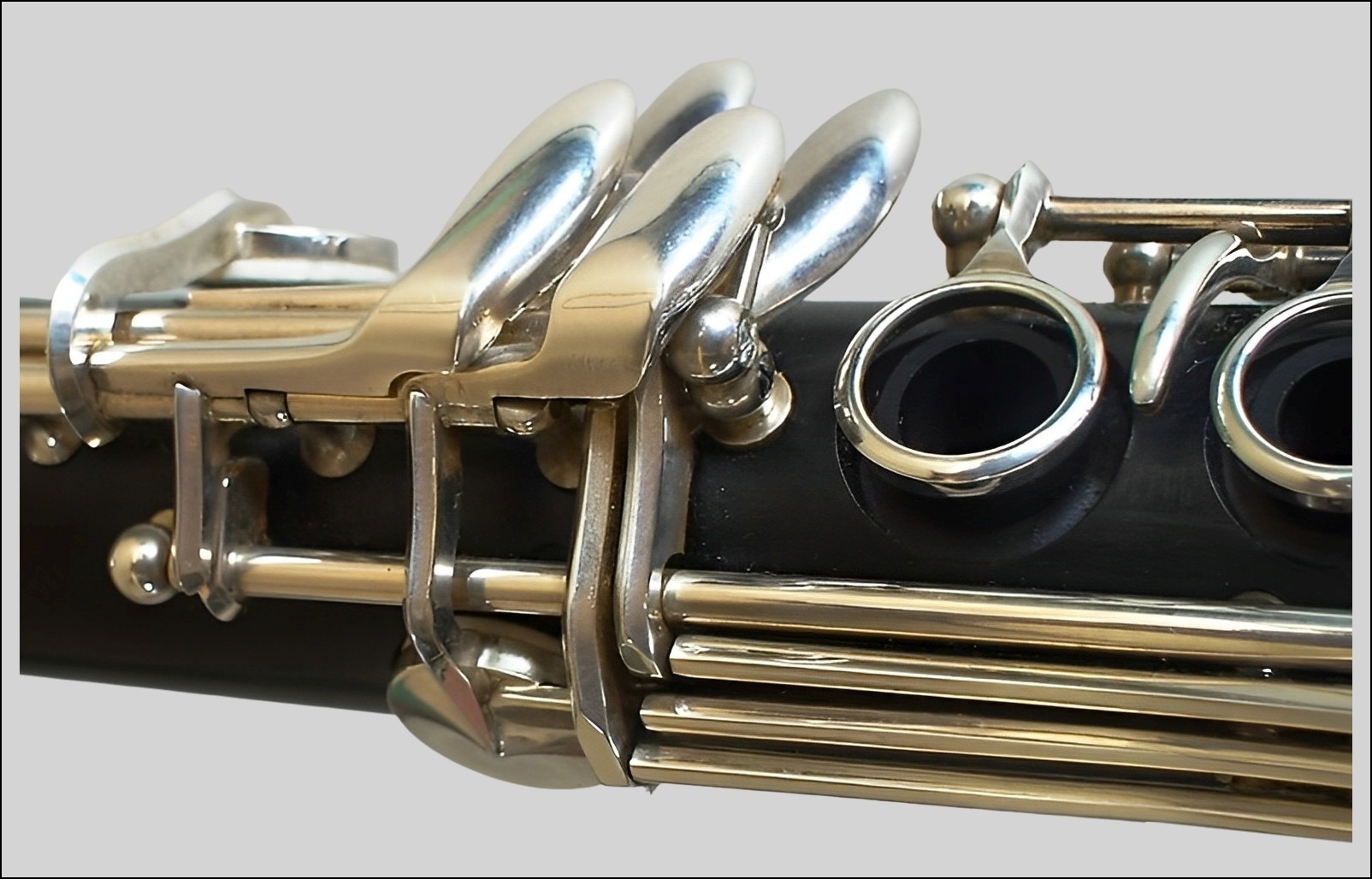
Частина клапанного механізму на нижньому коліні

#### Верхнє і нижнє коліно
Ці частини інструменту розташовані між розтрубом i бочечкою. На них знаходяться звукові отвори, кільця та клапани. Ззаду нижнього коліна розташована спеціальна невелика підставка, яка спирається на великий палець правої руки, який таким чином підтримує вагу всього інструменту. Інші пальці відкривають і закривають отвори на корпусі інструмента для одержання звуків різної висоти. Безпосередньо пальцями закриваються і відкриваються сім отворів (шість на лицьовій стороні інструменту і одне — на зворотний), для всіх інших використовуються клапани. Елементи клапанного механізму пов'язані між собою складною системою осей, ресор, тяг і гвинтів.

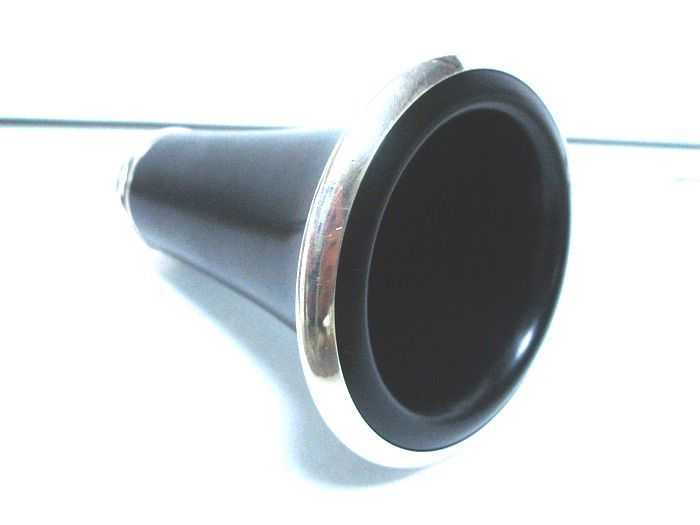
Розтруб

#### Розтруб
Винайдення розтруба приписується Якобу Деннеру (1720-ті роки). Ця частина інструменту дозволяє витягти найнижчий звук (мі малої октави) і поліпшити інтонування деяких інших низьких звуків, а також домогтися більшої точності співвідношення між низьким і середнім регістрами. Розтруб басетгорна і нижчих різновидів кларнета робиться з металу і вигинається.

### Кларнети низького строю

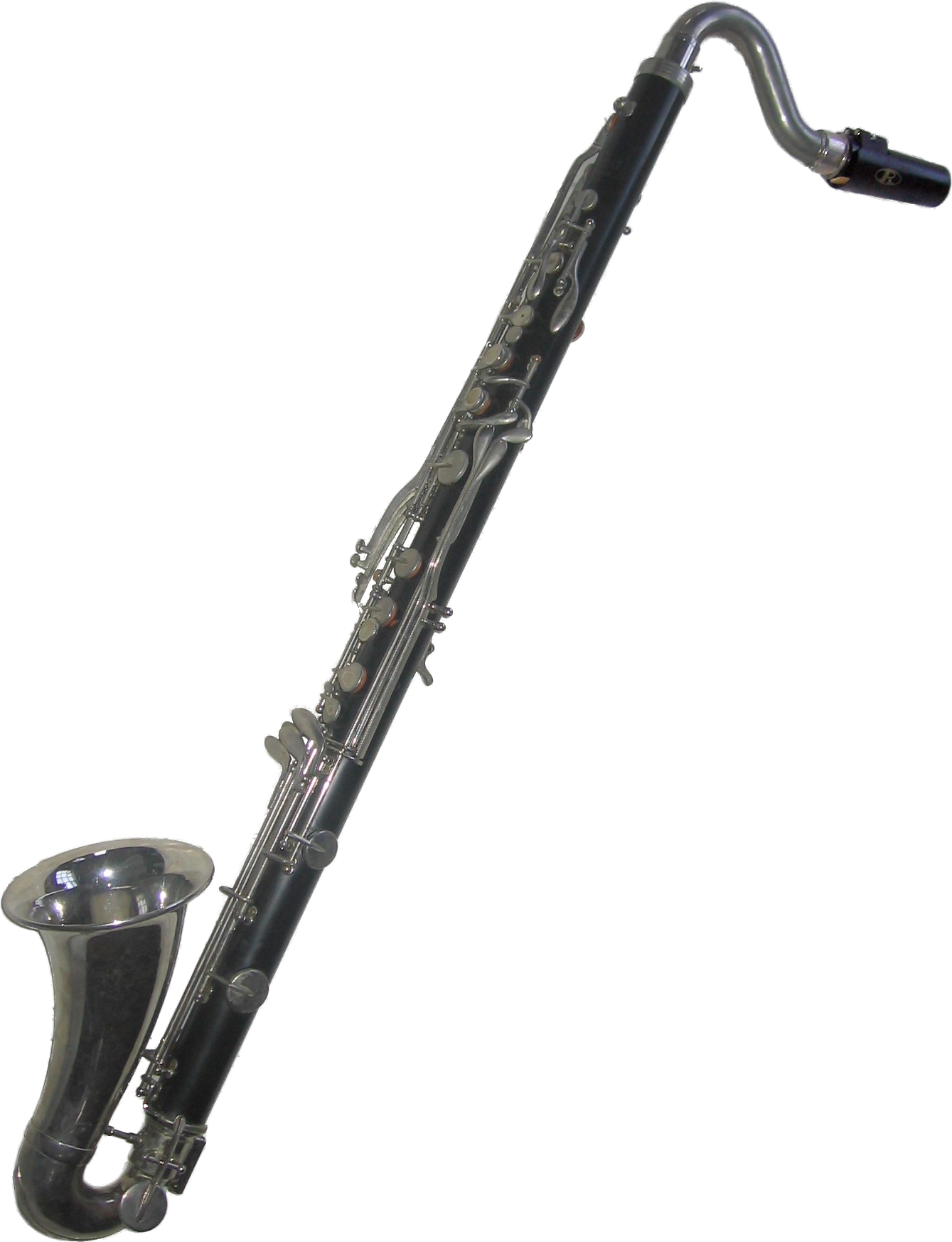
Бас-кларнет

Низькі різновиди кларнета (басетгорн, басовий і контрабасовий кларнети) дещо відрізняються за своєю конструкцією від звичайних кларнетів. Крім того, що ці інструменти мають велику довжину (забезпечує їм нижчі звуки), у них є додаткові частини, які робляться з металу (використовуються ті ж матеріали, що і для саксофона і мідних духових інструментів) і для компактності згинаються: «ес» (вигнута трубка, що з'єднує мундштук з основним корпусом інструмента — на місці бочечки) і металевий розтруб. У найнижчих різновидах кларнета з металу може також бути зроблений і весь корпус. Новітні моделі басових кларнетів також можуть мати додаткові клапани, що розширюють їх діапазон вниз.
Басові моделі кларнета забезпечені особливою невеликою підпоркою, що розташовується під вигином розтруба. Підпорка підтримує масивний інструмент, не даючи йому зіслизнути або впасти. Грають на басових різновидах кларнетів, як правило, сидячи.

## Акустика кларнета
Серед дерев'яних духових інструментів кларнет займає особливе місце за своїми акустичними властивостями. Його звуковий канал є циліндром, «закритим» з одного боку, що виділяє його з-поміж інших подібних інструментів:
- Нижні ноти, доступні кларнету, звучать на октаву нижче, ніж у інструментів з такою ж довжиною каналу — флейти і гобою;
- У формуванні звуку, особливо в нижньому регістрі, беруть участь майже суто непарні звуки гармонічного ряду, що надає тембру кларнета специфічне забарвлення;
- При першому передуванні (збільшенні сили дихання) відбувається стрибок звуку відразу на дуодециму, а не на октаву, як у інших дерев'яних духових.

Саме неможливість на перших порах заповнити хроматичним звукорядом інтервал дуодецими сповільнила входження кларнета в оркестр і призвела до формування в нього складнішої, ніж на інших дерев'яних духових, системи клапанів, а також різноманіття самих систем і відмінностей між ними. Додавання нових клапанів, тяг, гвинтів та інших елементів механізму допомогло розширенню діапазону кларнета, але ускладнило гру в деяких тональностях. Щоб уникнути труднощів, музиканти використовують два основні різновиди кларнета — кларнет in A і кларнет in B.

## Техніка гри на кларнеті

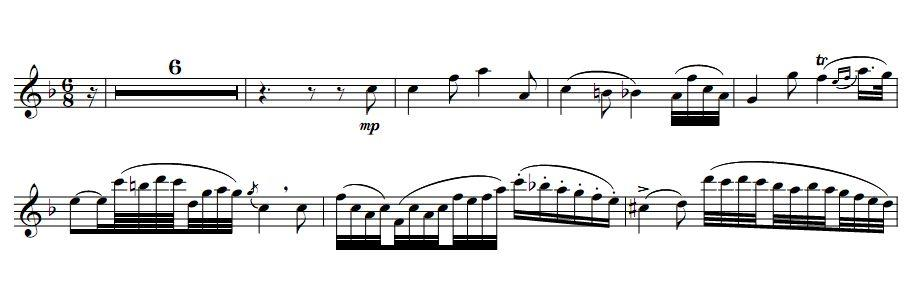
фрагмент Варіацій Россіні

Кларнет — віртуозний і технічно рухливий інструмент. У техніці легато він перевершує всі дерев'яні духові інструменти. На ньому без передування можливе виконання пасажів в діапазоні дуодецими, стрибки на великі інтервали а також діатонічні й хроматичні гами. Кларнет придатний і для експресивних мелодій широкого дихання завдяки малій витраті повітря. Інструмент здатний дати величезну градацію звуку від піанісимо до фортисимо. Тембр кларнета багатий на обертони, що надають його звучанню особливого блиску.
Слабким місцем техніки гри на кларнеті деякий час традиційно вважалося стакато, оскільки подвійний і потрійний удари язика на ньому не застосовуються, а через досить щільні тростини багаторазове застосування звичайного одинарного стакато виснажливе, що особливо проявляється в крайніх регістрах. Проте тривале вдосконалення конструкції тростини і мундштука, а також підвищення виконавської майстерності сучасних кларнетистів практично звели цю проблему нанівець.
Найнижчий звук, доступний кларнету — з написання e (мі малої октави), що звучить в залежності від строю на тон або півтора тони нижче написаного. Деякі сучасні інструменти виготовляються з додатковим клапаном, що дозволяє видобувати es (мі-бемоль малої октави). Іншими способами, окрім як за допомогою цього клапана, цей звук (зустрічається в партитурах Малера і Респігі, а також у деяких сольних творах сучасних композиторів) на кларнеті видобути неможливо.
Верхня межа діапазону кларнета, як і інших духових інструментів, не може бути визначена точно. У більшості шкіл гри на інструменті найвищим звуком вважається з написання c4 (до четвертої октави), проте сучасні віртуозні виконавці здатні видобувати й більш високі звуки, а в оркестрових партитурах, навпаки, партія кларнета рідко переходить за межі середини третьої октави.
Діапазон кларнету умовно ділять на три регістри: низький (так званий «регістр шалюмо»), середній («регістр клярино») і високий. Регістри кларнета більше, ніж інших дерев'яних духових, відрізняються один від одного за своїм характером.
Нижній регістр («шалюмо»), приблизно відповідний діапазону однойменного інструменту, починається від самого низького звуку кларнета і закінчується на звуці g1 (соль першої октави). Формування тембру в цьому регістрі відбувається за участю майже суто непарних звуків гармонічного ряду, що надає його звукам похмурий характер, а в forte дзвінкий, металевий відтінок.
Середній регістр («клярино») охоплює звуки від h1 (сі першої октави) доc³ (до третьої октави). Ці звуки беруться з такою ж аплікатурою, як і в нижньому регістрі, але з використанням клапана дуодецими. Регістр звучить світло і прозоро і допускає градації сили звучання від ледь чутного pianissimo до потужного fortissimo, злегка нагадує звук труби (звідки і назва регістра). У цьому регістрі написано більшість оркестрових соло кларнета.
Між регістрами шалюмо і клярино знаходиться кілька звуків, що не мають особливого тембрового забарвлення і звучать тьмяно. Іноді їх виділяють в окремий регістр, в англомовній літературі званий «горловим» (throat register).
Високий регістр включає в себе звуки вище до третьої октави. Він звучить різкувато і дещо крикливо, більшість звуків (особливо найвищих) можливо виконати тільки forte. У цьому регістрі використовуються різноманітні варіанти аплікатури, а для досягнення вірної інтонації потрібно також сильна напруга губ і велика витрата повітря.
В оркестровій та камерній літературі використовуються переважно нижній і середній регістр кларнета, де найбільш повно розкриваються виразні можливості інструменту. Сольні твори, що ставлять за мету виявити не лише виразність, але і техніку володіння інструментом, вже на ранніх етапах включали в себе звуки всіх регістрів (наприклад, Людвіг Шпор ще в 1808 році вказав виконання в Першому концерті звуку до четвертої октави).
В даний час основними різновидами сімейства кларнетів є кларнети in B та in A. Кларнет in B (в строї сі-бемоль) звучить на один тон нижче написаних нот і є зручнішим для виконання музики в тональностях з бемолями при ключі. Кларнет in A (в строї ля) звучить на півтора тони нижче написаних нот і є зручнішим для виконання музики в тональностях з дієзами при ключі.
Зі збільшенням кількості ключових знаків (у бік дієзів для кларнета in B, у бік бемоль для кларнета in A) з'являються певні труднощі при виконанні певних пасажів і трелей. У посібниках з оркестровки, написаних у XIX столітті, наводилися приклади особливо важких для виконання побудов, і композитори, як правило, уникали їх в оркестрових партіях своїх творів. Якщо була потрібна модуляція на довгий час з дієзної тональності у бемольну або навпаки, пропонувалося поміняти інструмент на відповідний за строєм, для чого призначалася пауза (Й. Брамс — Симфонія № 3, перша частина; Ф. Ліст — симфонічні поеми «Тассо», «Прелюди» та ін.) Іншим можливим рішенням було введення в оркестр інструментів в обох строях (так вчинив М. Римський-Корсаков у вступі до опери «Золотий півник», де один з пасажів виконує спочатку кларнет in A, а в наступному такті той же пасаж, транспонований на півтон нижче, грається на другому кларнеті in B. Виконання обох пасажів на одному інструменті виглядало б утрудненим).
У концертній літературі, де від соліста вимагається велика віртуозність і якнайкраще володіння інструментом, композитори вільніше розпоряджалися мелодійною лінією, однак і там модуляції у далекі тональності, незручні для виконання, зустрічаються рідко.
Розвиток виконавської і композиторської техніки в XX столітті викликало до життя нові прийоми гри на інструменті, серед яких — gilissando (запозичене з джазу), frullato, чвертьтонові інтервали, пізніше — виконання кількох звуків на одному інструменті одночасно (мультифонікі), освоєння надвисоких звуків (у четвертій октаві), а також різні звукові ефекти — гра на відокремленому від інструмента мундштуці, поклацування нігтем по корпусу кларнета одночасно з відкриттям-закриттям клапанів та інші (наприклад у творчості В. Рунчака — «Антисонати № 28, 29 і 53»).

## Виноски
1. ↑  Г. Риман Кларнет // Музыкальный словарь: Перевод с 5-го немецкого издания / под ред. Ю. Д. Энгель — Москва: Музыкальное издательство П. И. Юргенсона, 1901. — Т. 2. — С. 632–633.
2. ↑  Н. Соловьев Кларнет // Энциклопедический словарь — СПб: Брокгауз — Ефрон, 1895. — Т. XV. — С. 297.
3. ↑  Colin James Lawson. The Cambridge Companion to the Clarinet
4. ↑  Hoeprich, T. Eric (1981). «A three-key clarinet by JC Denner». Galpin Society Journal 34: 21-32
5. ↑  Каталог видавництва Alphonse Leduc, 2003
6. ↑  Існує також думка, що Лефевр тільки перейняв ідею шестиклапанного інструменту, перші зразки якого з'явилися в Німеччині («Кларнет у перспективі часу»[недоступне посилання з квітня 2019])
7. 1 2  Чулаки М. И. Инструменты симфонического оркестра. — СПб.: Композитор, 2005
8. ↑  Henri Selmer Paris [Архівовано 26 Червня 2015 у Wayback Machine.] (фр.)
9. ↑  Albert R. Rice. The Baroque Clarinet. — Oxford: Clarendon Press, 1992. — С. 79. — ISBN 0195169549.
10. ↑  Albert R. Rice. The Baroque Clarinet. — Oxford: Clarendon Press, 1992. — С. 81. — ISBN 0195169549.
11. ↑  Albert R. Rice. The Baroque Clarinet. — Oxford: Clarendon Press, 1992. — С. 97. — ISBN 0195169549.
12. ↑  Weston, Pamela. Clarinet Virtuosi of the Past. — London, 1971
13. ↑  Артемьев С. Е. Кларнетовый концерт в европейской музыке XVIII века: от Мольтера до Моцарта. — Нижній Новгород, 2007
14. ↑  Albert R. Rice. The Clarinet in the Classical Period. — Oxford University Press, 2003. — С. 150.
15. ↑  Albert R. Rice. The Clarinet in the Classical Period. — Oxford University Press, 2003. — С. 149.
16. 1 2 3  The Clarinetist-Composers of Nineteenth-Century Italy: An Examination of Style, Repertoire and Pedagogy [Архівовано 14 березня 2013 у Wayback Machine.] (англ.)
17. ↑  Повне зібрання творів Моцарта, том VIII. Архів оригіналу за 18 Березня 2019. Процитовано 6 Лютого 2011.
18. ↑  Comparing Published Editions of Mozart's Clarinet Concerto, K. 622 [Архівовано 13 Грудня 2010 у Wayback Machine.] (англ.)
19. ↑  Eric Simon. Weber's Clarinet Compositions. Архів оригіналу за 13 Грудня 2010. Процитовано 6 Лютого 2011.
20. ↑  David Lindsey Clark. Appraisals of original wind music: a survey and guide. — Greenwood Publishing Group, 1999. — С. 175. — ISBN 0-313-30906-X.
21. ↑  Повне зібрання творів К. М. Вебера (нім.)
22. ↑  Rossini Bassoon concertos [RH]: Classical CD Reviews-Dec 2002 MusicWeb (UK). Архів оригіналу за 25 Листопада 2015. Процитовано 2 Грудня 2015.
23. ↑  George Toenes. Richard Mühlfeld. Архів оригіналу за 3 жовтня 2009. Процитовано 6 лютого 2011.
24. ↑  David Lindsey Clark. Appraisals of original wind music: a survey and guide. — Greenwood Publishing Group, 1999. — С. 195. — ISBN 0-313 -30906-X.
25. ↑  Buffet-Crampon [Архівовано 27 вересня 2007 у Wayback Machine.] (англ.)
26. ↑  [http:// www.vandoren.fr/en/ligaturesleather.html Лігатури Vandoren] (англ.)
27. ↑  Трость [Архівовано 12 травня 2013 у Wayback Machine.] // Иванов В. Д. Словарь музыканта-духовика. ― М.: Музыка, 2007
28. ↑  html Open vs Closed pipes (Flutes vs Clarinets)[недоступне посилання з липня 2019]